# Mirepoix (culinária)
Mirepoix é um corte de 2 milímetros feito em vegetais e proteínas para caldos e outros preparos típicos da culinária da França. Os ingredientes tradicionais são a cebola, o aipo e a cenoura e, por vezes, presunto ou toucinho, todos normalmente cortados em pequenos pedaços e salteados em manteiga no início duma preparação, ou cozidos com outros ingredientes para fazer um caldo. Para fazer um fundo escuro, é costume caramelizar o mirepoix antes de o misturar com o caldo.
Como em qualquer preparação culinária, a composição do mirepoix pode variar e, embora não seja normalmente conhecida com este nome, a culinária cajun (da Louisiana, sul dos Estados Unidos) usa como ingredientes iniciais em muitos pratos uma mistura de cebola, aipo e pimento verde, a que muitas vezes se chama a “santíssima trindade” da cozinha cajun. O alho poró pode também ser adicionado ou substituir a cebola e, para obter um caldo bem claro, pode substituir-se a cenoura por nabo ou cogumelos.
Existem ainda duas variantes principais de mirepoix na cozinha francesa:
1. ”Mirepoix au maigre”, apenas de vegetais, ou seja, para usar nos dias “magros” de acordo com a tradição católica, em que não se deve comer carne; e
2. ”Mirepoix au gras”, que inclui bacon ou toucinho curado.

Por vezes, o termo mirepoix é utilizado especificamente na preparação de caldos e, nesse caso, pode ter muito mais ingredientes que os tradicionais. Uma receita de George Augustus Sala (1896), “The Thorough Good Cook”, inclui carne de vitela, bacon gordo, presunto magro, cenoura e cebola, tudo cortado em pequenos cubos; esta mistura é salteada em manteiga com salsa (um ramo), cogumelos, chalotas, um mínimo de alho, tomilho e manjericão, macis e pimenta preta; junta-se limão descascado e descaroçado em pedaços, consommé (provavelmente no sentido de caldo de carne), vinho branco, deixa-se cozer em lume brando e depois espreme-se num coador fino.